# Saint-Corneille
 Saint-Corneille  es una población y comuna francesa, situada en la región de Países del Loira, departamento de Sarthe, en el distrito de Mamers y cantón de Montfort-le-Gesnois.

## Demografía
| 638 | 621 | 590 | 726 | 735 | 826 |
| Para los censos de 1962 a 1999 la población legal corresponde a la población sin duplicidades (Fuente: INSEE [Consultar]) |     |     |     |     |     |